# Flughafen Rhodos-Maritsa

i8
i11
i13

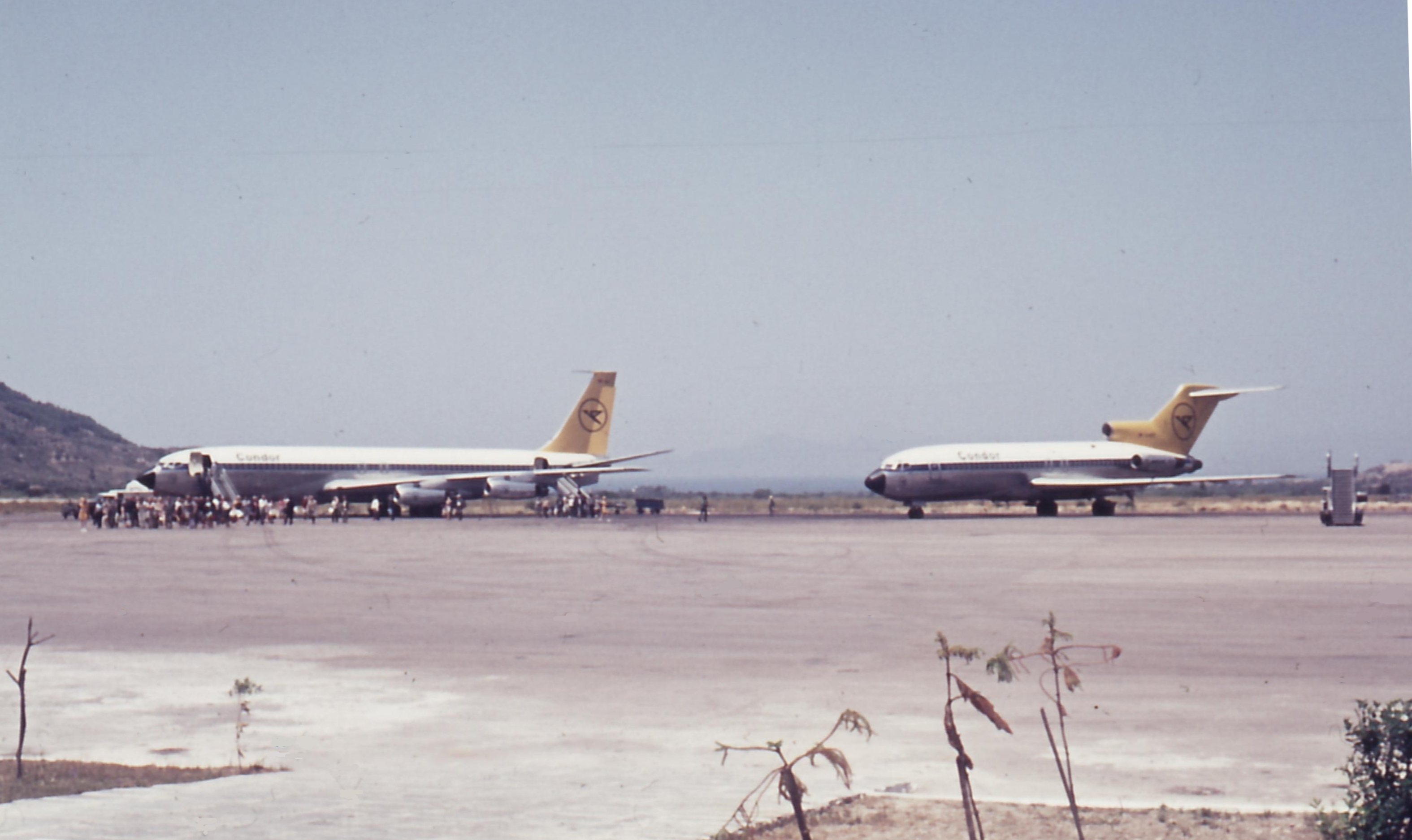
Boeing 707 und 727 der Condor Flug 1972 auf dem alten Flughafen Rhodos-Maritsa

Der Flughafen Rhodos-Maritsa ((ICAO-Code: LGRD)) ist ein ehemaliger Flughafen auf der griechischen Insel Rhodos. Er wurde aufgrund des Erreichens seiner Kapazitätsgrenze durch die Lage und die Startbahnlänge vom Flughafen Rhodos-Diagoras ersetzt, der nur wenige Kilometer nördlich liegt.
Vor allem im Sommer gab es auf dem ehemaligen Flughafen Hunderte von Charterflügen.

## Heutige Nutzung
Da die alten Start- und Landebahnen noch bestehen, wird der Flughafen heute als Militärflugplatz sowie für Auto- und Motorradrennen genutzt. Hin und wieder findet auch eine Flugschau mit Modellflugvorführungen statt, weil dort ein Flugsportverein ansässig ist, der den Flughafen noch teilweise nutzt.